# Hainichen (Thuringe)
Pour les articles homonymes, voir Hainichen.
Hainichen est une municipalité allemande du land de Thuringe, dans l'arrondissement de Saale-Holzland, au centre de l'Allemagne.

## Personnalités
- Paul Johann Anselm von Feuerbach (1775–1833)